# カーナビゲーション

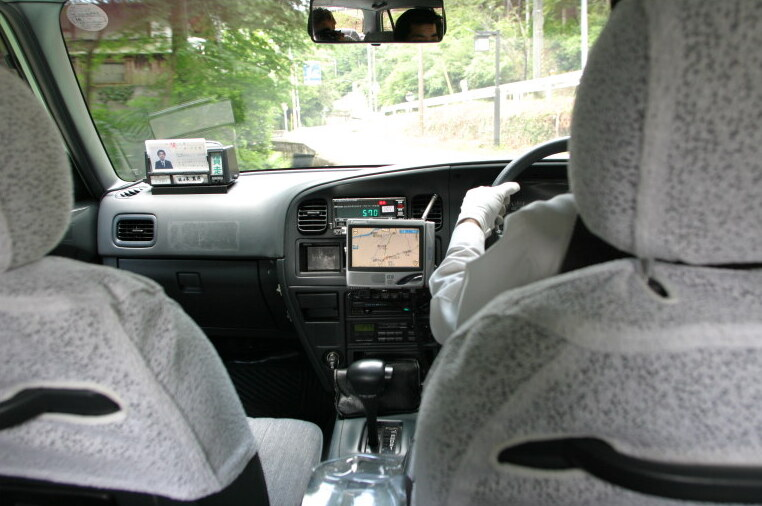
タクシーに搭載されたカーナビ（2004年7月16日）

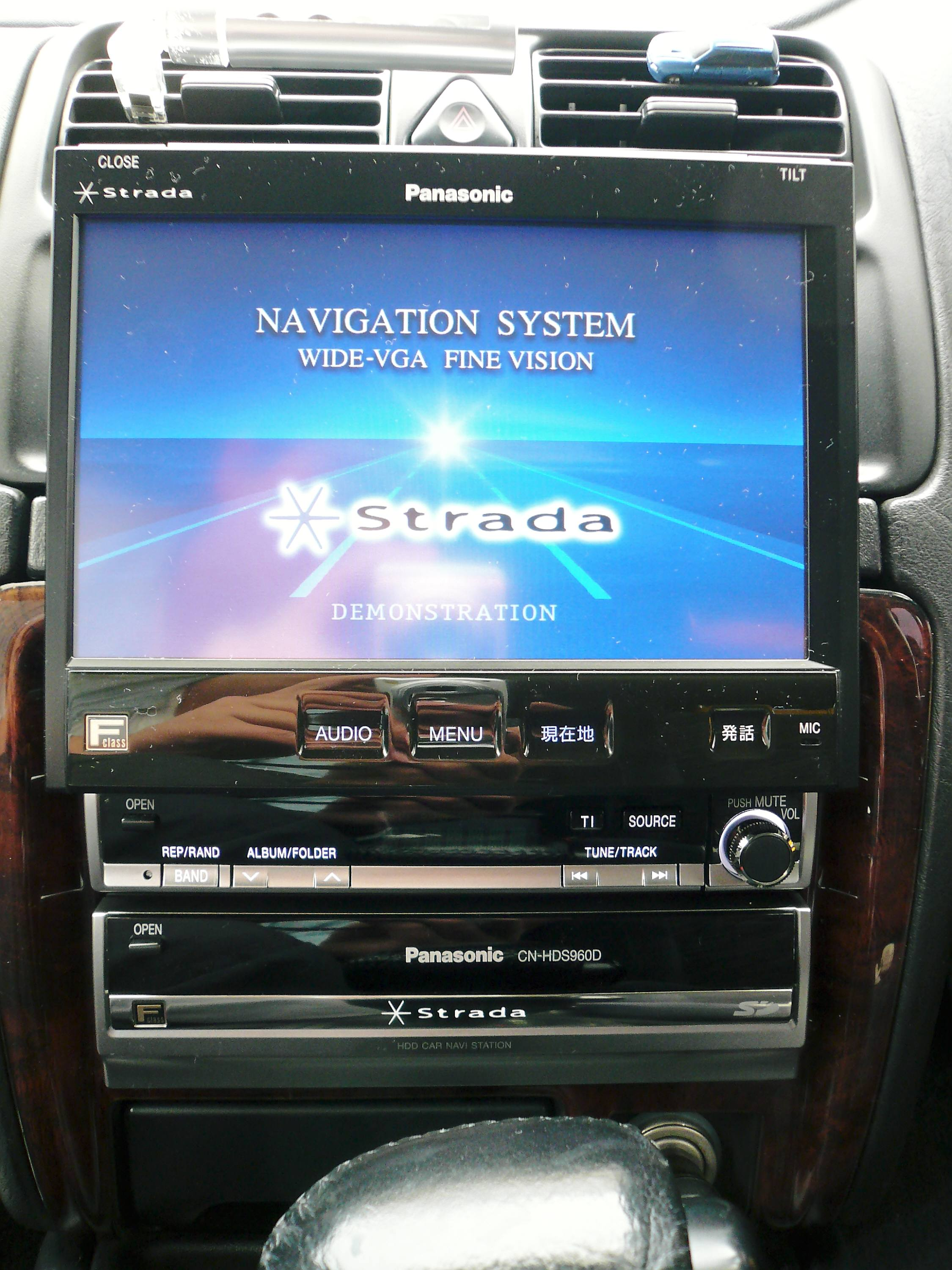
AV一体型インダッシュカーナビゲーションシステムの例：Panasonic Strada

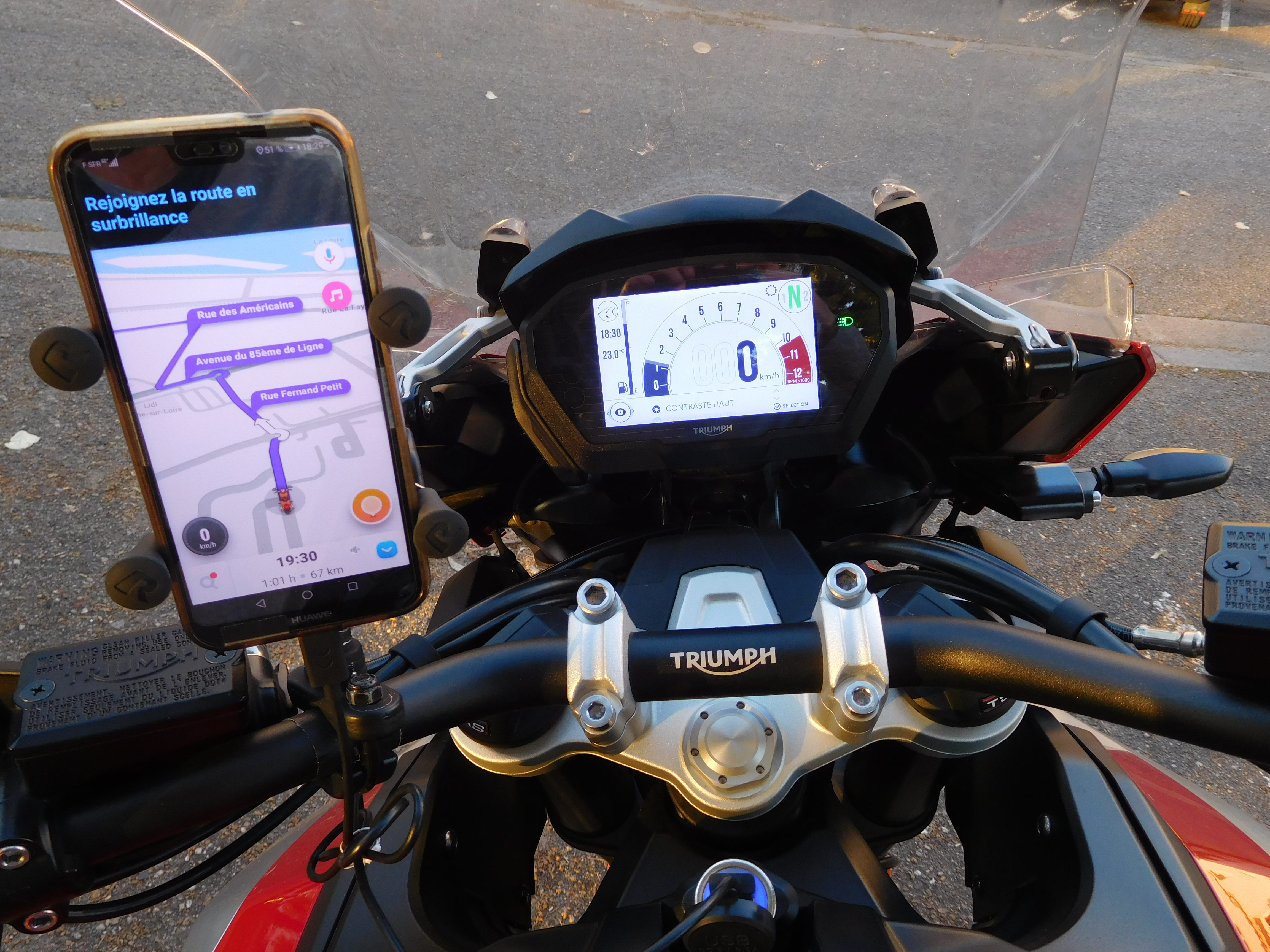
オートバイでスマートフォンのナビゲーション機能を利用する例（ハンドル左側）

カーナビゲーション（英語: Automotive navigation system）とは、電子的に自動車（やオートバイや自転車など）の走行時に現在位置や目的地への経路案内（道案内）を行う機能である。
自動車が普及した社会において機械的な現在地の特定と行先案内の需要が高まり開発された。
「カーナビゲーション・システム」を略して「カーナビ」と呼ばれることが多く（オートバイ用は「バイク用ナビ」と略され）、さらに短く「ナビ」と略されることもある。
カーナビは、狭義には車載の固定式機器だけを指すが、広義にはカーナビから発展した携帯型ナビゲーション装置やスマートフォンにインストール可能なナビゲーションソフト（道案内ソフト）なども含まれており、本項目ではそれら各種を分類しながら以下で説明を行う。

## 概要
カーナビは、自車の位置を知ることと、自車の位置を基に目的地への道案内をするのが主な機能である。自車の位置の表示は通常は画面上の地図表示で行い、道案内は地図上の道路の表示（たとえば進むべき道路の表示色を変える）などに加えて音声による指示を併用することが多い。
自車位置を知る仕組みは、GPS衛星などGNSSからのGPS位置情報を基本とし、機器内の加速度センサーとジャイロ、タイヤの回転に伴う車速信号の情報による自立航法と併用している。
経路案内は、内蔵した地図データにより、運転者に対して目的地までの進むべき道を示す。内蔵の地図は、ディスプレイ上に表示され、加えて合成音声による進路の案内が行える。地図情報は自動車で通行できるルートを使用するため、階段や遊歩道、観光地での通行禁止道路などは除外される。製品によっては渋滞情報や空き駐車場情報の提供や、目標物の擬似立体表示などの付加的機能が備わっているものもある。
自動車はインターネットに接続していないので、搭載時の地図データを用いる。そのため、新しい道路や建造物や店舗が含まれていなかった。その後Wi-Fiと接続して最新情報を更新したり、Google マップなどのネットワーク地図サービスを利用するものもある。
歴史
当初は、自動車（四輪車）用の行き先案内を行う車載の固定式電子装置だけであったが、二輪車用も登場し、2005年からは採用されている技術の一般化や部品の低廉化、装置の小型化に伴ってPNDと呼ばれる、車載用だけに限らない携帯可能な個人用ナビゲーション機器が現れている。その後、電子技術の向上に伴って、カーナビが提供する機能の多くが、小型の電子部品やアプリケーションソフトウェアで実現できるようになり、2009年からは専用機であったPNDから、高機能な携帯電話やスマートフォンの1機能に含まれるようになっている。→#歴史

## 分類
従来からある車載固定形式のカーナビはオンダッシュ型、インダッシュ型、AV一体型があり、その後、登場したポータブル型やPNDでは車に固定もできるようになっている形式が一般的である。新たに登場したスマートフォンなどは、固定方式を含めて未知数の部分が多い。

### オンダッシュ型

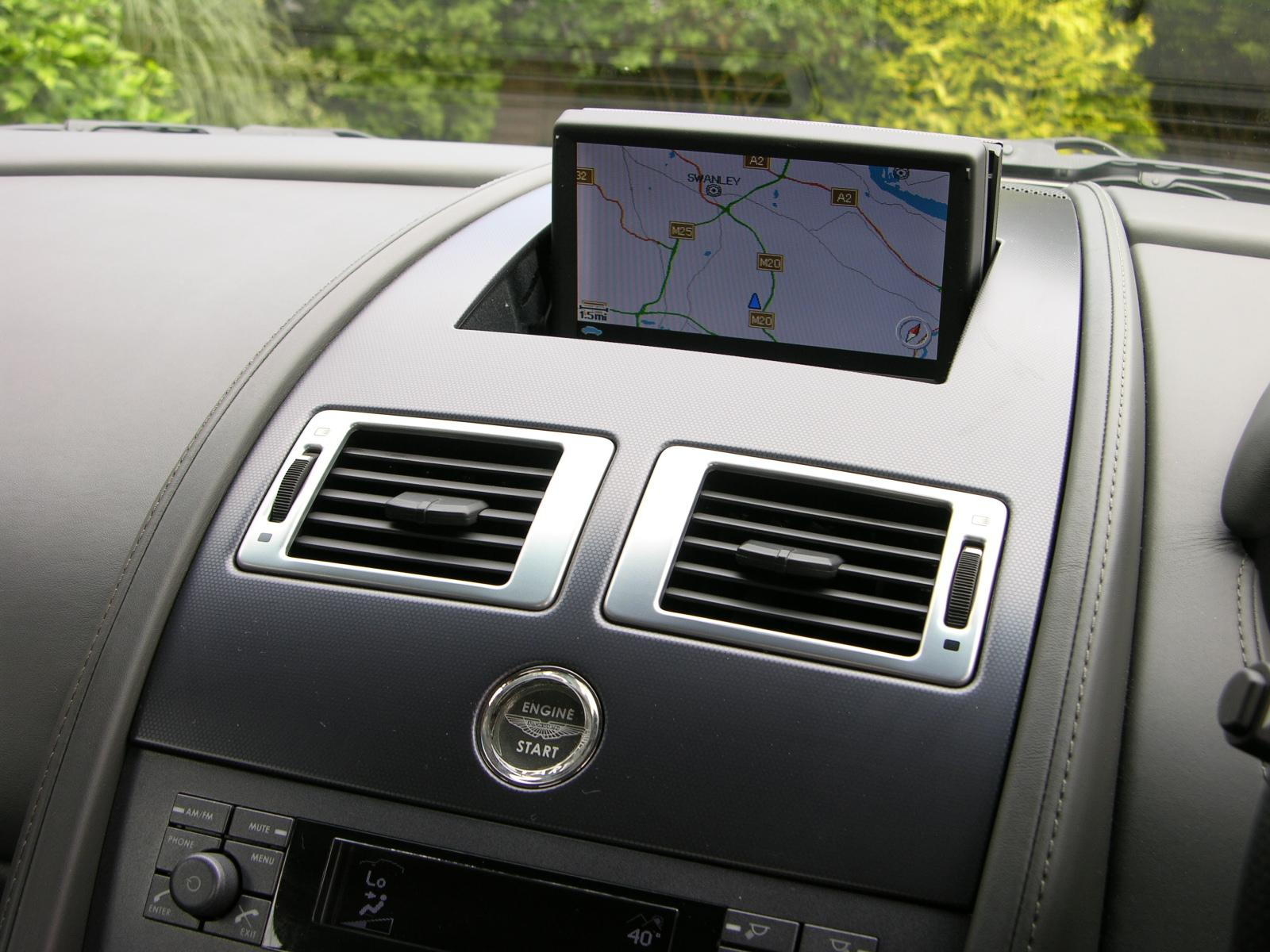
アストンマーティン V8 Vantageのカーナビ

オンダッシュ型はダッシュボードの上に表示部を持つ形式であり、視認性が良い。
輸入車をはじめとする一部車種では、カーオーディオ類を取り付けるためのDINスペースが1段分しかなかったり、そもそもDIN規格ですらない場合もあり、インダッシュ型・AV一体型が取り付けられない車種や、2段DINスペースが確保されていてもインダッシュ型・AV一体型では視認性に難がある場合に用いられることが多い。特に助手席エアバッグのない車種だと取り付けても前方視界を妨げる可能性は低い。
当初はカーナビゲーションのほとんどがオンダッシュ型であり、安価なため2DINスペースが存在する車種でも利用されてきたが、AV一体型タイプの普及、ポータブル型の性能向上によって衰退し、現在では輸入車などの取り付けに制限のある車種を考慮して一部メーカーが生産しているのみとなった。

### インダッシュ型

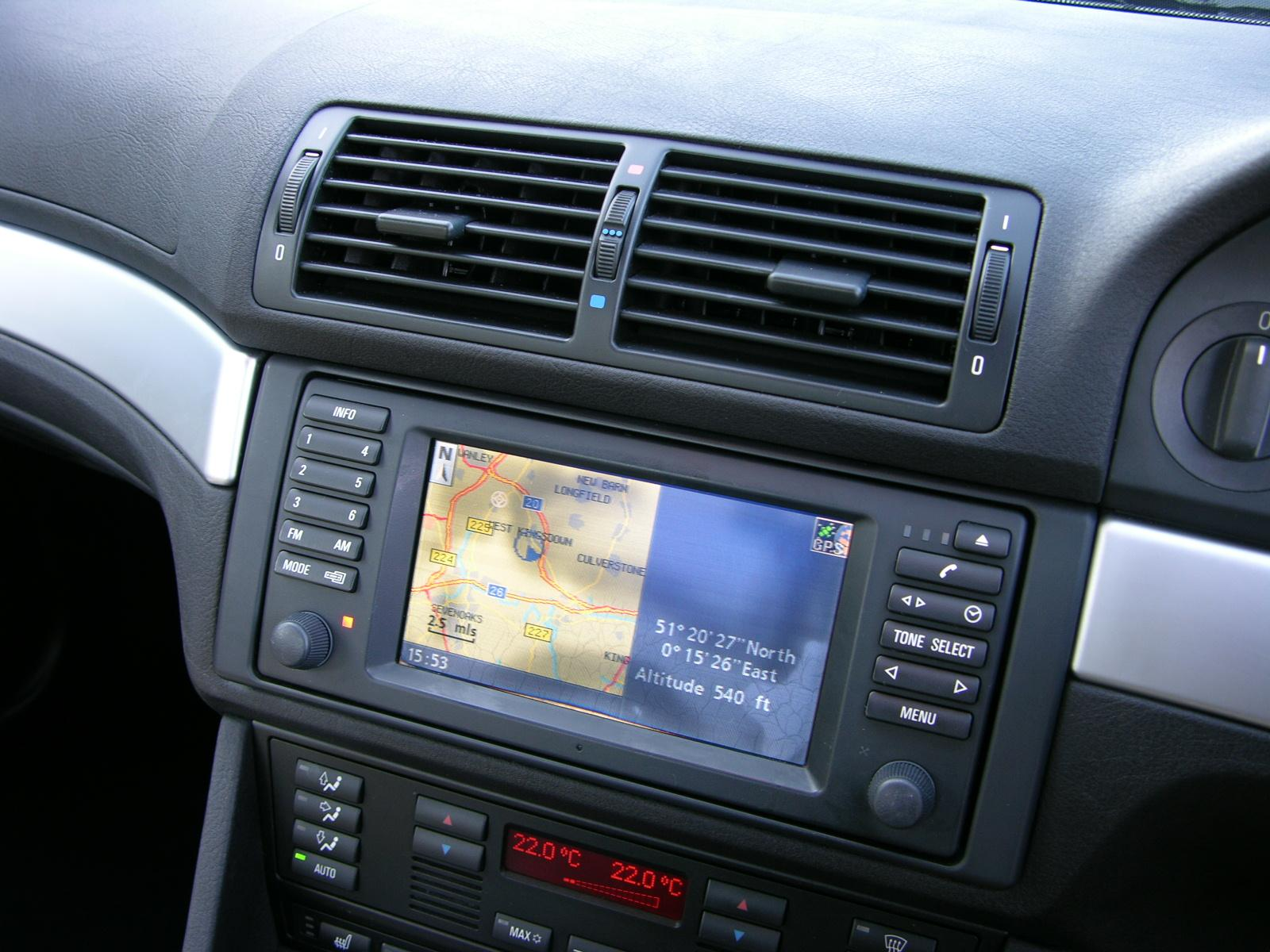
BMW 530i Sport Individualのカーナビ

モニターをカーオーディオなどを収めるための1DINスペースに取り付ける形式である。性能はオンダッシュ型と同等。純正および市販のカーオーディオと組み合わせて使う。オンダッシュ型でもそうだが一部の機種では標準でFMモジュレーターを内蔵しており純正カーオーディオでCD/DVDなどの音声をFM電波で出力できるものもある。未使用時・駐車時はモニターを格納できるので、車上荒らしに遭いにくいといわれていたが、オンダッシュ型に比べて高価であったために狙われることも少なくなかった。
アンプ内蔵のHDD方式のAV一体型ナビゲーションも一部メーカーで発売されたがオンダッシュ型と同様に、AV一体型の普及により下火となっている。

### AV一体型

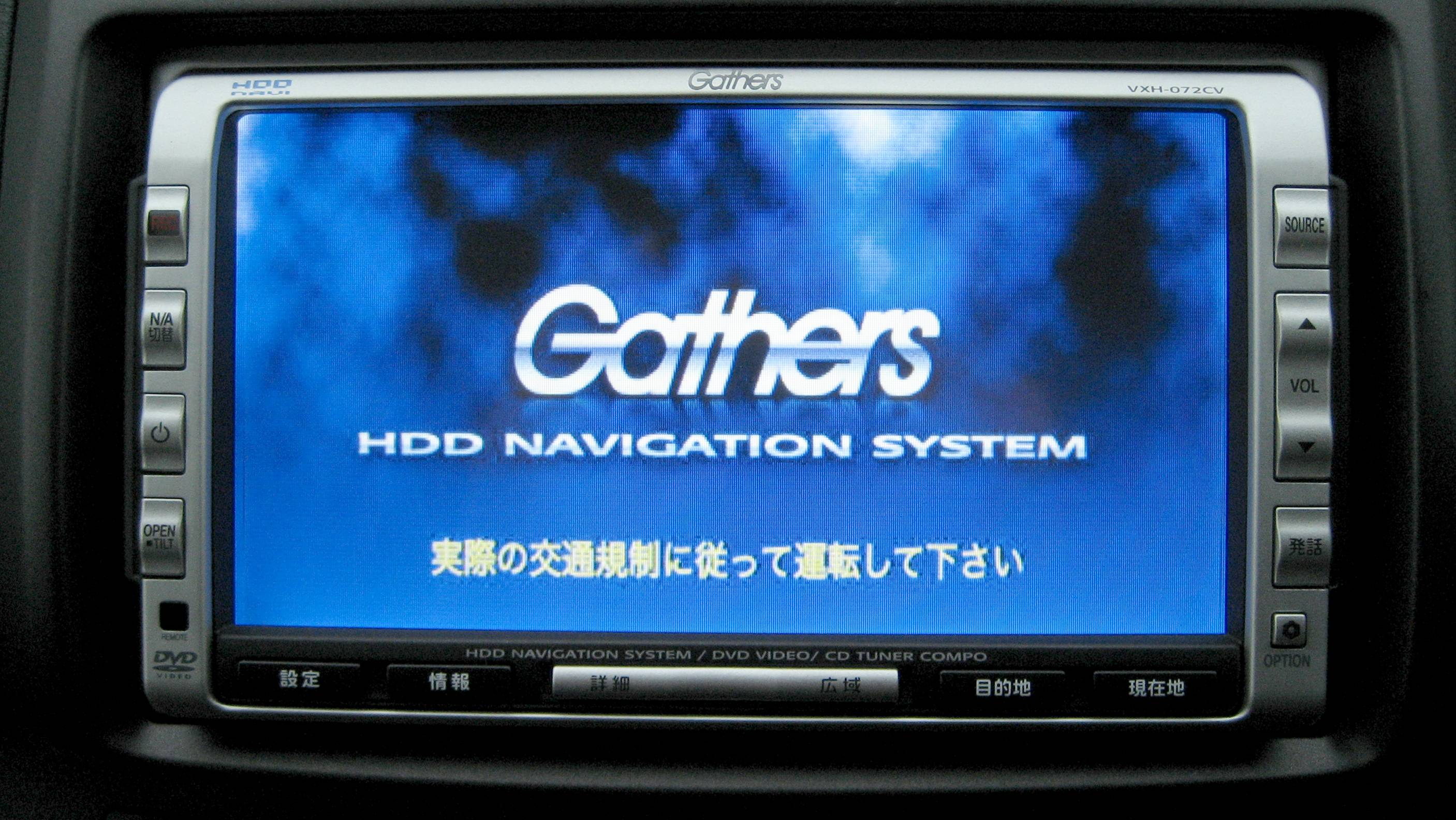
ギャザズ VXH-072CV
2DINサイズHDDナビ（クラリオン製）

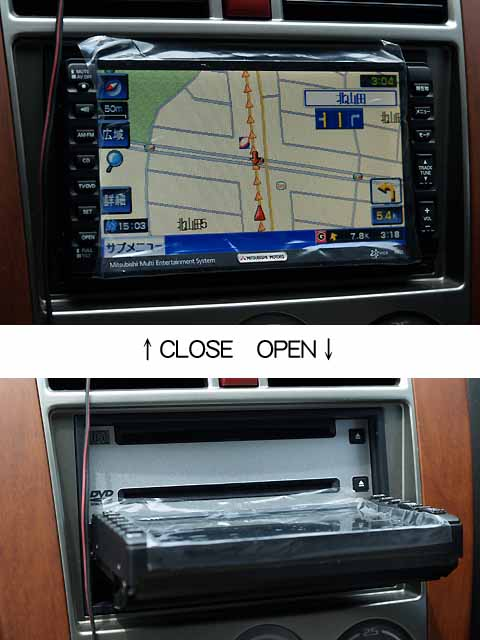
2DIN AV一体型カーナビゲーションシステムの例：三菱マルチエンタテインメントシステム（三菱コルトプラス）

AV一体型はカーナビにカーオーディオとテレビ機能が一体化した形式であり、音声と画像の機能が連携しており操作も統一されている。通常は2DINタイプのオーディオスペースを占めるので、設置できる自動車に制限がある。操作はパネルのボタンだけでなくタッチパネル式やリモコンを備えるものもあり、音声認識機能を持つ製品もある。上級機種などでは1DIN+1DIN形式もあり、一方の1DINを他の場所に置くことで1DIN規格の自動車にも対応できる。また、近年はテスラ・モーターズに代表されるようなスピードメーターやエアコンの制御画面と一体化して車内の情報処理を一括して担う機能をもたせたものが高級車標準搭載品を中心に増加している。他に、レクサスやBMWのiDriveなどがある。
初期には、音楽用CDのドライブで地図データ用CD-ROMを読み込むために音楽を再生しながらカーナビ機能が使えない製品も存在したが、オプションのCDチェンジャーを利用したり、機器内に2つのCD/DVDドライブを持つものや、HDDやSDカードなど、別の記録媒体との併用により、こういった問題は解消されている。上位製品では、DVDソフトの動画を後席のモニタで再生しながら、前席ではカーナビ表示が行えるものも存在する。
当初は高価であったためにあまり普及しなかったが、価格の下落や機能を割り切った安価な2DINメモリーナビの登場、自動車の2DINスペース仕様の強化もあってオンダッシュ型・インダッシュ型を駆逐している。メリットは収納的に優れていて画面が大きいため操作がしやすく、車内設置に特化しているため車の走行データを受け取ることで精度が高い点がある。弱点としては、値段が高い点と、特に日本国外において盗難に合いやすい点と、搭載データの更新が非常に高額で頻度が少ない機種が多いこと、などがあげられる。また、純正品と呼ばれる新車注文時に取り付けるタイプのものは車を買い換えたときに取り外せないこと、があげられる。
2011年には機能的には単なるモニター付きカーオーディオ（ディスプレイオーディオ）だが、後述のスマートフォンを連携させるとカーナビゲーションとして利用できる機種もパイオニアなどから発売している。さらにパイオニアからは光学ドライブレス仕様も発売している。

### オートバイ搭載用

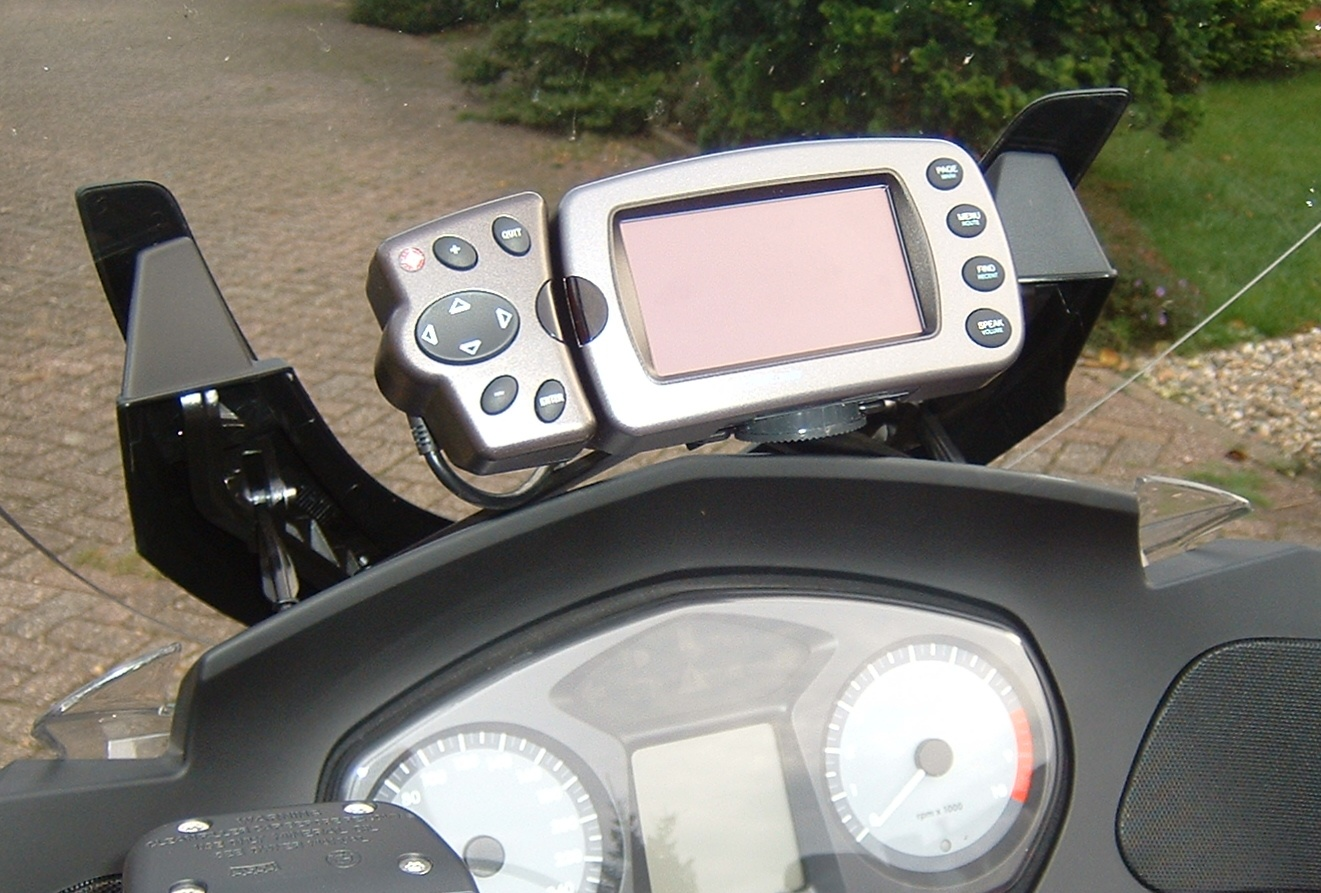
バイク用ナビのGarmin6210をBMW R1200RTに搭載した例。

オートバイ搭載用の機種は、バイク用ナビなどと略され、防水耐震匡体、直射日光下でも見やすい反射型液晶、ヘルメットに内蔵可能なワイヤレスイヤホン、手袋をしたままでも操作しやすいボタン等を装備しており、オートバイ用品店などで販売されている。一部の大型バイクやスクーターではメーカー純正オプションとしての装着も行われている。

### ポータブル型

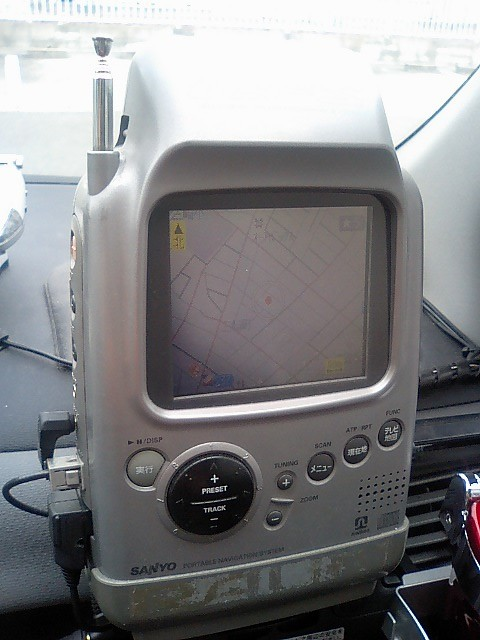
三洋電機 初代ゴリラ

ポータブル型はカーナビ本体をスタンドから自由に取り外せる形式である。多くの機種がオンダッシュ型のディスプレイ同様にダッシュボード上のスタンドにカーナビ本体を設置する。CD-ROMだけを搭載した廉価機から、DVDとHDDの2つのドライブを搭載した上位機まで多様である。家庭用テレビに接続できるタイプも多く、DVDビデオ再生可能機種はDVDプレーヤーとしても利用できる。着脱が簡単で携帯性に優れており自宅や出先でのバッテリー動作や、また二輪車での利用も考慮されている製品もある。現在ではCD、DVD、HDDモデルの旧来の機種は全て生産終了されPNDの生産に切り替わっている。
オンダッシュ型・インダッシュ型・AV一体型（据置型）と比べて安価であったため、「今いる場所が分かる地図」として使用するライトユーザーや、複数台自動車を所有し載せ替えて使用するユーザー、普及以前のレンタカー会社、元々地理に明るいタクシードライバーやトラックドライバーが使用するケースが多かった。
かつてはほとんどの機種がGPS情報だけで測位・案内を行っていたため、ビル街等の空が見渡せない場所での表示誤差が非常に大きく、トンネル内では案内を中断してしまうこともあり、据置型との価格差以上の性能差があるとされたが、GPS信号を処理するコンピュータの性能向上、自立航法ユニットの内蔵や車速信号の入力端子を設けるなどして自車位置表示性能を向上させた。また近年ではポータブル型では不可能であった3D描写やドライバー目線の表示もできるようになった。

### PND

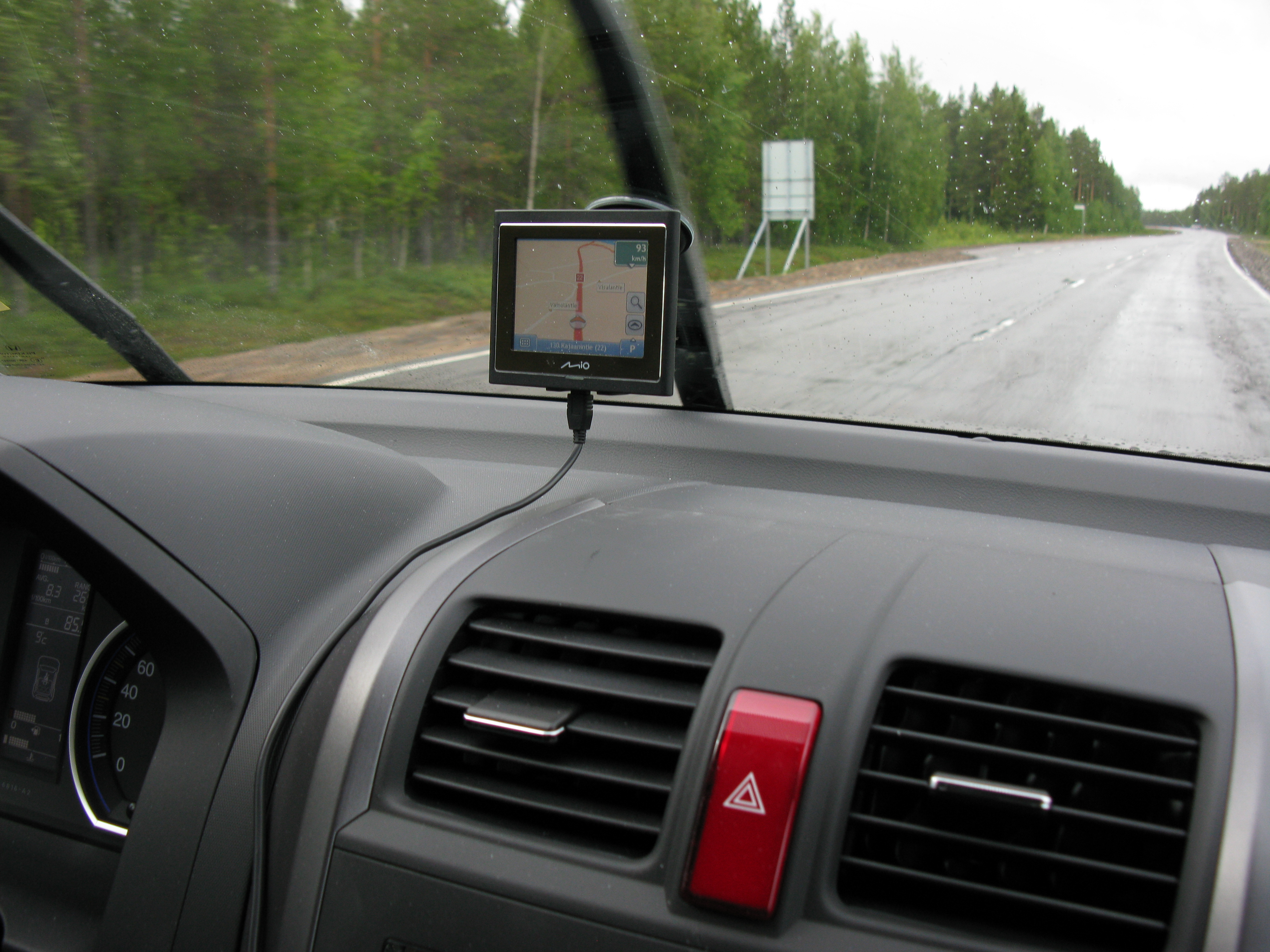

PND（Personal Navigation Device）と呼ばれる携帯が可能なナビゲーション用の装置が一定のシェアを獲得した時期があった。現在はスマートフォンの普及により独自の利点が少なくなり、シェアは縮小している。
当初はGPSによる位置情報を得る低価格な携帯機器として登場したが、詳細な地図データと加速度センサーやジャイロセンサーを搭載することで高精度なナビゲーションが可能になった。車輌固定型のカーナビとは異なり、タイヤの回転に伴う車速信号を得るようにはなっていないものが多い。一般的には、地図情報の記憶媒体には内蔵のフラッシュメモリーかメモリーカードを採用し、液晶画面を小型化することで片手で持てる大きさの、アンテナや電池まで含んだ一体型の本体形状である。5型 - 7型のモニタサイズが主流であるが、3.5型といった小さなものもある。低廉な価格でPDAのようにオーディオ再生やカメラ撮影と画像再生機能まで含むものが一般的になってきており、従来の車載型カーナビの市場を奪う存在になっているが、近年はスマートフォンの普及による新しいタイプの機種との市場競争が激しくなりつつある。メリットは、ある程度安価で持ち運びが自由な点にあり、デメリットとしては、表示画面が小さいものが多く、画面が大きいものは設置場所に制約を受けるケースが多いことがあげられる。
レーダー探知機にPND機能を一体化させたものや、気圧計を組み込み、精度を向上させている機種もある。
欧米では以前から、防犯上の理由や日本ほど街路が入り組んでいないことから、PNDのような機器が販売されていたが、日本でも高機能を必要としない層への普及や、同時に使用しないセカンドカーやサードカーとの共用、オートバイ・自転車あるいは徒歩での利用などへの市場が拡大している。
PNDを車載にする場合は、PND本体を直接ダッシュボードへ粘着テープで固定する形式と、車載用の固定スタンドによって脱着可能な形式がある。

### 携帯電話・スマートフォン
携帯電話やPHS、スマートフォンにGPS/GNSS受信機を搭載し、アプリケーション・ソフトや通信契約によってナビゲーション機能を提供するものも登場した。
通信機能を持つ情報携帯端末であればテレマティクスによる高度なナビゲーション機能が比較的容易に実現できるため、通信機能を持たない従来型のカーナビでは提供できなかったサービスが可能になると期待された。

#### スマートフォン

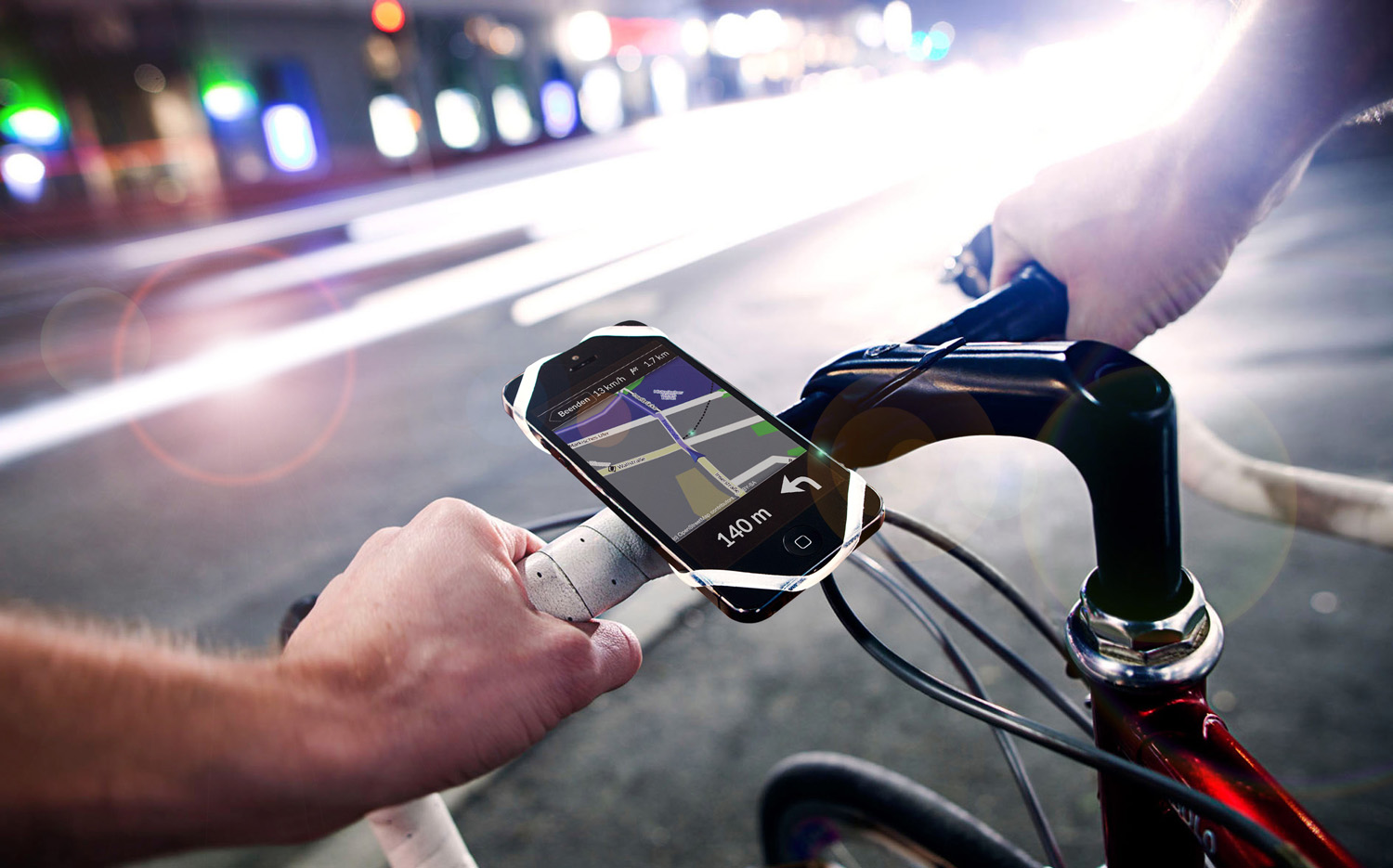
スマートフォンのナビゲーション機能を自転車で利用している例

AndroidスマートフォンはGoogle マップアプリにナビゲーション機能（Google マップナビ）を搭載しており、音声ナビも行ってくれ、無料で使用することができる。この機能は自動車・オートバイ・自転車の運転者だけでなく、歩行者までかなり広く使われている。
スマートフォン用のプラットフォームで大きな位置を占めるGoogleは、基本的に無料であるAndroidの初期リリース時からPND相当機能"Maps Navigation"を含めて開発し、2009年10月に発表されたAndroid 2.0では通信切断後も端末ローカル上で地図データを保持することでPNDとしての利便性を実用的なものとした。
メリットは、何よりも利用者がいつも携帯しているスマホ1台でナビも済ませられ、機器の数を無駄に増やさずに済む（高い費用を払って別に購入したり、専用の機器をいちいち持ち運ぶ必要がない）ということであり、また機能や地図データ更新が無料である点も挙げられる。
デメリットは、インターネットに接続された状態を前提とするためにパケット使用量が増大する点や、もともとは位置情報の取得方法がGPS/GNSSに限られ専用機に比べると精度が良くなかった点（後に携帯電話基地局の情報やWi-Fi情報を組み合わせるようになり次第に解消）や、スマートフォンの電池の消費が激しくなる点であった 。だが、やがてGPSの精度が向上した機種が増え、またGoogle側もさまざまな補正技術（基地局情報や利用者周囲のWi-Fi電波の強弱情報や加速度センサーの情報を位置判断に加味するなど）を向上させたことにより、2020年代に入るころには精度がかなり向上した。ただ、GPSや携帯電波の受信できないトンネルや山間部では自車の位置を把握できないため、動作が停止する問題がある。
消費電力量が増える点に関しても、自動車で使用する場合はアクセサリーソケットに充電用アダプタを挿入し、USBケーブルをスマホ本体に接続すればバッテリーに充電しながら利用できることや、スマホの内蔵バッテリーが総じて大容量化したり、大容量のモバイルバッテリー（リチウムイオンバッテリー）が安価に流通しそれで追加充電すれば済むようになり、あまり問題にならなくなった。
スマートフォンのマップアプリ（ナビゲーションアプリ）は便利になり、ナビゲーション専用機のPNDの市場を奪いとった。

#### Androidナビ
主に中国メーカーから2DINタイプのオーディオスペースに装着するタイプの、Androidを搭載したカーAVシステムがECサイトを中心に発売されている。端的にはAndroidタブレットにラジオの受信機能やAV入力、アンプ機能などを追加したもので、SIMカードの挿入あるいはスマートフォンのテザリングにより、上記のスマートフォンのマップアプリ（ナビゲーションアプリ）をインストールして同じように使うことができる。次項のモバイル端末接続型と同じく、CarPlayやAndroid Autoによりスマートフォンと連動させることもできる。画面もスマートフォンより大きいものがほとんどで、電源が車載電源の12ボルトから供給されるので、SIMカードを利用する場合には、エンジンを作動させていれば電池切れの心配がなくなる利点がある。

### モバイル端末接続型
スマートフォンを車に接続して、車のナビゲーションシステムやディスプレイ搭載カーオーディオとスマートフォンのナビアプリを相互接続するタイプである。AppleのCarPlayや、GoogleのAndroid Autoがリリースされている。車に搭載されたGNSSや車速センサーなどにアクセスできるため、スマートフォン単体に比べて精度の高いナビゲーションが可能になるが、ディスプレイ搭載カーオーディオの場合は、スマートフォンに搭載されている位置情報や加速度センサーなどにアクセスするため、精度はスマートフォン単体と変わらないデメリットがある。

## 利用技術の種類

### 現在位置取得方法
- GPS/GNSS
  - MSAS/WAASは、GPSの誤差補正または補強するシステム。
- マップマッチング
- 高精度化のための追加センサー（自立航法ユニット）
  - 加速度センサー
  - ジャイロセンサー
  - 自動車の車速情報（主にスピードメーター用、AT制御用）
  - 後退信号（自動車がバックする際に自車位置を後退させる）

これらを複合して測位・地図表示する事をハイブリッド測位と称する。

### 地図情報の保管場所
- DVD
- HDD
- SSD
- SDメモリーカード
- クラウド（無線回線前提）

### 渋滞情報の取得方法
- VICS
- 会員登録した自動車の走行状態を、携帯電話やスマートフォンなどに搭載されているBluetoothや無線LAN（Wi-Fi）、外付けの通信ユニットなどからサーバに集約して、各車に提供（フローティングカーデータ）
  - 実用例
    - インターナビ（ホンダ）
    - G-BOOK（トヨタ・ダイハツ・スバル・マツダ）
    - T-Connect（トヨタ）
    - カーウイングス（日産）
    - スマートループ（パイオニア・三菱電機・JVCケンウッド）
    - ドコモ ドライブネット（NTTドコモ） 当面はタクシーの走行データを利用
    - Future Link（デンソーテン）

### その他情報
- ETC2.0（DSRC)[注 10]
- DSSS（Driving Safety Support Systems）

## 歴史
アメリカでモータリゼーションが開花しはじめる20世紀初頭、道路標識やルート表示の整備不足から道に迷うドライバーが続出した。そんな中、1906年に「自動車カルテ」と呼ばれる測位装置が登場した。この装置は、車輪の回転に連動してロール状の地図を巻き上げる仕組みとなっており、20世紀前半まで改良を重ねながら同様の装置がつぎつぎに開発された。
スクロール式自動地図は、自立航法のみを用いて自車の現在位置を割り出していたため、走行開始後一定の地点で走行する方角の微調整を要した。また、車輪の回転を検出して移動距離の情報とするため、カーフェリー乗船時などには実際の移動を全く反映せず、上陸時に再設定の必要があった。
1970年代に民生品の小型コンピューターが普及するようになると、入力した起点・終点の位置と時間によって現在位置を推測する車載用の測位装置が開発されるようになった。初期のものは付属の地図帳が必要だったが、1980年代にはコンパスや運動センサーによって補正し、ディスプレイに地図を表示できる機種、音声によるナビゲートを行う機種などが現れた。推測航法システムは誤差が大きく、1993年のナブスター全地球位置把握システムの完成によって役割を終えた。
GPSの電波航法だけに頼る方式では、当時のアメリカ軍の軍事上の理由から、民間用では位置情報の誤差が100 m程度までしか提供されず運用の保障もされていなかったことや、トンネル等の電波が届かない所では、そもそも利用できないなど問題があった。
民生用のカーナビ製品は日本での普及が最初であった。
民生用のカーナビが登場しはじめた頃には、GPSによる電波航法と自らのセンサー類に基づく自立航法が組み合わせられ、さらにCD-ROMに記録された道路地図情報を必要に応じて読み出し、自車走行経路の情報と照合する事で、正確に自車位置を特定するマップマッチングという方式も取られていた。
その後、地図情報は記憶容量のより大きなDVDも採用されるようになり、アメリカによるGPS衛星の安定運用への配慮と高精度サービスの開放、車載用TV受像機やカーステレオセットなどとの一体化などもあって、本格的に普及していった。その後は「ディファレンシャルGPS」によって、位置精度をさらに高める工夫や、道路交通情報通信システム（VICS）による渋滞情報や規制情報といった交通情報まで得られる製品も一般的になっている。
近年では、DVDに代わりHDDやSSDを搭載することにより、動作の高速化・記憶容量の拡大が図られた製品や、テレマティクスによる通信機能で地図情報などを更新できる製品や、ワンセグTV受像機、デジタルオーディオプレーヤー、インターネット接続といったデジタル機器類と融合した製品も登場している。また2010年代に入りGPS以外のGNSS（GLONASSやみちびきなど）に対応した製品も出始めている。

### 1980年代
- 1981年：ホンダがジャイロ式カーナビ、「ホンダ・エレクトロ・ジャイロケータ」を発売。2代目アコードに搭載される[5]。「ホンダ・エレクトロ・ジャイロケータ」はブラウン管上にガスレートジャイロ及び方向センサーにより計算された移動方向、移動量を表示するというものであったが、地図自体はセルロイド製のフィルム状地図を、ドライバー自ら移動の都度画面に張り替える必要があった。一方、トヨタは地磁気センサーと車速センサーにより自車の移動方向及び距離を数値的に表示する「ナビコン」を2代目セリカXXに搭載。日産も方位センサーにより目的地までの距離と、現時点での移動距離を数値的に表示する「ドライブガイドシステム」をR30型スカイラインにオプション設定した。当時の一連のシステムはカーナビというよりも「自動車用の慣性航法装置」として紹介されたという[6]。
- 1982年：豊田通商シンガポール支部社長だった木村嘉伸の息子誠一郎が、市場調査をかけGPSを合わせ持つよう原案を出した。これによってそれまでの失敗に終わって研究断念していたジャイロ式カーナビから研究方法が2段階ぐらいガラリと変わった。
- 1986年：ナビゲーションシステム研究会（現：「ITナビゲーションシステム研究会」、通称「ナビ研」）発足。トヨタ、2代目ソアラにROMカセットより読み込んだ高速道路地図を画面上に表示する「エレクトロマルチビジョン」を搭載[6]。
- 1987年：トヨタ（デンソーが開発）がCD-ROMの電子地図を搭載した新型の「エレクトロマルチビジョン」を発表、同年発売のクラウンにオプション設定された[6]。日本の警察及び日本車メーカー、電機メーカー等が中心として、ナビゲーション機能を備えた道路交通情報通信システムである「アムテックス（AMTICS）」の開発が開始される[7]。このシステムは東京都心や万博会場等で開発が重ねられ、VICSに発展した[8]。
- 1989年：日産がシーマに進行方向が上になる地図が画面に表示される「マルチAVシステム」をオプション設定[6]。

### 1990年代
- 1990年4月：マツダが三菱電機と共同開発したGPS式カーナビを搭載した「ユーノス・コスモ」を発売[9]。
- 1990年6月：パイオニアが市販モデルで世界で初めてGPS式カーナビ「AVIC-1」を発売。人工衛星からの電波で誘導することから、「サテライト・クルージング・システム」と呼ばれた[10][11]。
- 1992年：アイシン・エィ・ダブリュ（現：アイシン）が世界初のボイスナビゲーションの開発に成功。初代トヨタ・セルシオに搭載される。以後、アルパインをはじめとする各カーナビメーカーに供給が開始され、音声案内は現在のカーナビのグローバル・スタンダード機能となる。
- 1993年：ソニーがモニターまでワンパッケージ化した低価格機を発売。
- 1996年：VICSサービスが開始。
- 1997年：ホンダがナビゲーションシステムとインターネットを融合させた、第1世代のインターナビサービスを発表。翌年アコード等からサービス提供を開始。
- 1997年：パイオニアがDVD-ROMカーナビを発売。
- 1997年5月：株式会社衛星測位情報センターがFM放送電波に載せて送信するD-GPSサービスを開始。

### 2000年代
- 2000年5月：アメリカ合衆国国防総省が民間用GPS上のSA（セレクティブ・アベイラビリティ）信号を停止。これにより、GPSのみでの位置精度が、それまでの100 m程度から10 m程度へと飛躍的に向上した。
- 2001年：パイオニアがハードディスクドライブ内蔵カーナビを発売。音楽CDからリッピングできる「ミュージックサーバー」機能も搭載し、この後の高機能カーナビの方向性の指針となる。
- 2002年：パイオニアが通信型カーナビを発売。
- 2002年：日産がテレマティクス「カーウイングス」を開始。
- 2003年：ホンダがインターナビ搭載車両から収集した交通情報を共有することにより、通常のVICS道路交通情報通信システム情報未提供道路に対しても情報を提供するフローティングカーシステムを自動車メーカーとして世界で初めて実用化。
- 2005年：KDDI、および沖縄セルラー電話が携帯電話上で利用できるカーナビシステム「EZ助手席ナビ」のサービスを開始（徒歩用のナビゲーションサービスは既に存在したが、本サービスより自動車の移動速度に対応可能に）。
- 2006年：パナソニックが地上デジタル放送チューナー標準装備モデルを発売。
- 2006年：携帯ゲーム機（PlayStation Portable）用のGPSレシーバーおよび対応ソフト「MAPLUS ポータブルナビ」（エディア）発売。
- 2006年：オリジナル工芸が日本国内初のSDカード方式PNDナビ「迷WAN BZN-100」をBroadzoneブランドで発売。
- 2008年3月：株式会社衛星測位情報センターがD-GPSサービスを終了。

### 2010年代
- 2010年10月：Googleがスマートフォン等のAndroid搭載機器にて動作する「Google マップナビ」のサービスを開始[12]。
- 2011年4月：NTTドコモがAndroid搭載スマートフォンや3G通信機能搭載のカーナビで利用できるカーナビゲーションサービス「ドコモ ドライブネット powered by カロッツェリア」を開始。
- 2011年9月：カー・コネクティビティー・コンソーシアムがMirrorLink（英語版）規格を発表。
- 2012年5月：パイオニアがスマートフォンと接続してスマートフォン内にある対応アプリを表示・操作できるディスプレイ搭載カーオーディオを発売。
- 2012年7月：パイオニアがHUD対応カーナビを発売。
- 2012年8月：トヨタがMirrorLink対応のディスプレイ搭載カーオーディオ「スマホナビ対応ディスプレイ（DAN-W62・パナソニック製）」を同社車種向けの純正オプションとして発売。
- 2013年11月：富士通テンが市販ナビ初のWi-Fi内蔵・MirrorLink対応カーナビを発売。
- 2014年3月：AppleがiPhoneとカーナビを統合したCarPlayを発表[13]。
- 2014年6月：GoogleがAndroidとカーナビを統合したAndroid Autoを発表[14]。
- 2014年10月：パイオニアがCarPlay対応のディスプレイ搭載カーオーディオを発売。
- 2014年11月：パナソニックが市販ナビ初のブルーレイディスク再生対応カーナビを発売。
- 2015年2月：JVCケンウッドがハイレゾ音源再生対応カーナビを発売。
- 2015年4月：VICSワイドサービス開始。
- 2015年6月：トヨタがフォード、フォード子会社のリビオが推進する「スマートデバイスリンク（英語版）」を用いた車載システムを商品化、および共同で仕様開発・運営を行う枠組みを構築することで合意。
- 2016年6月：パナソニックがAndroid Auto対応カーナビを発売。
- 2016年10月：JVCケンウッドがCarPlay・Android Auto対応カーナビを発売。
- 2016年12月：富士通テンがドライブレコーダー内蔵のカーナビを発売。
- 2017年6月：パイオニアがCarPlay・Android Auto対応のディスプレイ搭載カーオーディオを発売。
- 2018年8月：トヨタがスマートデバイスリンク対応のカーナビを同社車種向けの純正オプションとして発売。
- 2018年9月：ナビタイムジャパンのカーナビタイムがiOS 12におけるCarPlayにおいて、オフラインでも利用できるカーナビアプリとして日本で初めて対応。
- 2018年11月：準天頂衛星システム「みちびき」運用開始。

### 日本以外の歴史
日本が世界一のカーナビ大国であるといわれていた当時は、海外での車輌の航法システムは、軍事用や救急車両のような緊急車両用が主流であり、民生用としては趣味品あるいは一部の技術的趣向者むけとしての位置づけが強かった。
その後現れた簡易型のカーナビともいえるPNDは、タクシー業者をはじめ個人でも普及しており、インダッシュ型のAV機能などの付加価値付きカーナビはもっぱら高級車に限定して普及している状況である。
海外メーカーには、ガーミンやLGフィリップス、TomTom、モトローラ、IBM、フィリップスなどがある。世界最大のメーカーであるガーミンの生産台数は、年間1000万台にものぼる。それに対する日本メーカーの生産台数は100万台以下であり、多機能化と高級化に傾注するあまり（ガラパゴス化と高額化が進み）、国際市場を得る機会を逃してしまった。
ただし、2010年現在のカーナビゲーション市場においては日本メーカーの生産台数は1割以下だが、日米欧における金額上のシェアは3割以上のため、ハイエンドに特化した戦略と見做すことも可能であり、日本メーカーの取り組みも一概に否定はできない 事実、TomTomもインダッシュ型カーナビを作ってクライスラーにOEM供給している。
なお、2011年現在の今後の市場予測としては、インダッシュ型は今後も増加傾向が続くが、PNDはスマートフォンカーナビへの移行、及びインダッシュ型カーナビの価格低下により市場が縮小する、とみなす調査報告もある。
欧米各国でも日本と同様に、住所（英米で xxx street、フランスで rue de xxx、ドイツ圏でxxx Strasse（Straße）、北欧で xxx Vegen・xxxkatu など）を入力していって徐々に絞り込み検索が行われ、目的地を確定、そしてルートマップと音声案内機能でガイドすることは日本と変わらない。著名施設は大抵直接検索可能である。

## カーナビ用地図
カーナビ用に用いられる電子地図の表示と案内のシステムは次の機能を持つのが一般的である。
- 基本機能
  - 地図画面の拡大・縮小（縮尺の変更）
  - 画面スクロール
- カーナビ機能
  - 地名・電話番号等による該当箇所の検索
  - 車両の移動に伴い、自車位置を画面中央に保持する自動スクロール機能
  - 車両の前方方向を画面上方に表示する（ヘディングアップ：Heading up）自動回転機能。北を画面上方とする（ノースアップ：North up）ことも選択可能
  - 目標地点を指示するとそこまでの道路を表示するルート検索機能。高速道路・有料道路を利用する・しないなどのモードを選択できる。ルートから外れた場合には音声などで知らせる。
  - 音声案内機能。曲がるべき交差点などを音声で知らせる。

同じような地図データを見やすく表示しようと、メーカー各社が工夫している機能に次のようなものがある。
- 上空位置に視点を置いて表示する鳥瞰図機能。「バードアイ・ビュー」とも呼ばれる
- ランドマークとなる目立つ建物を擬似3次元で表したり実映像を表示する
- 主要な交差点やインターチェンジ付近を擬似3次元で表したり実映像を表示する

## 主なメーカー・ブランド

### カーナビ本体
- パイオニア（carrozzeria）- サイバーナビ、楽ナビ
- パナソニック - Strada、GORILLA
  - パナソニック オートモーティブ&インダストリアルシステムズ社
- デンソーテン（旧・富士通テン） - ECLIPSE
- フォルシアクラリオン・エレクトロニクス（旧・クラリオン）
  - ザナヴィ・インフォマティクス - クラリオンの100 %子会社→のちにクラリオンに吸収合併
- JVCケンウッド（旧・ケンウッド） - AVENUE、彩速ナビ
- アルプスアルパイン
- データウエスト - 近年まで東南アジアで数機種を展開していたが、2012年より国内向けモデルを発表。
- ユピテル
- イノベイティブ
- A.I.D.
- イーバランス
- アイシン - 世界初の音声案内機能付き製品「V01-01」（1992年〈平成4年〉8月）、世界初の車外持ち出し可能型テイクナビ「V05-01」、世界初のオーディオ・テレビ・ナビ一体型ナビ「V06-01」（いずれも1997年〈平成9年〉1月）などを生産[18]。市販はせず、カーメーカー及びカーナビメーカーへのOEM供給のみ。世界シェア第2位。
- タナックス - バイク用ナビブランドLabradorを展開
- アール・ダブリュー・シー - X-RIDEブランドで販売
- ガーミン
- ミラリード
- エンプレイス

### 地図ソフト・システム開発など
- Apple
- インクリメント・ピー
- Google
- 昭文社
- ゼンリン
- 日立製作所
- 日本無線

### 携帯端末向けアプリ
- Google - Googleマップナビ、Waze
- Apple - マップ
- Yahoo! JAPAN - Yahoo!カーナビ
- ナビタイムジャパン - カーナビタイム
- NTTドコモ - 地図アプリ、ドコモ ドライブネット
- KDDI・沖縄セルラー電話
  - au - EZ助手席ナビ
- インクリメント・ピー - MapFan

## かつて市販機を製造販売していたメーカー
- 住友電工
- ナカミチ
  - 住友電工製とナカミチ製は、機種によっては同じソフトウェア（CD）を使用することが出来る。ただしCDは、2000年を最後に更新されておらず、両社とも市販カーナビ市場から撤退したことにより更新の可能性は途絶えている。
  - いずれも、ナビゲーション機能だけを搭載した製品を投入し、早い時期から画面の360度スクロール表示を実現し、VICS対応機器、ヘッドアップディスプレイの拡張に対応していた。
- デンソー
  - かつては『ナビラ（NAVIRA）』という名称で販売していた。2001年7月に発売の機種以降、アフターマーケット向けの新製品の発売はない。現在はケンウッドと技術・業務提携している。
- マスプロ電工
  - 『ナビゲーター』という名称で販売していた。現在はGPSアンテナをOEM供給している。
- 日本電気ホームエレクトロニクス
  - 『GoGoNavi』という名称で販売していた。
- カシオ計算機
  - NS400 1994年 -
- 東芝
  - NPA01（498,000円）を1992年に市場投入した後、5機種を発売したが、販売ルートを確立できなかったため、1995年に投入した機種を最後に市販市場から撤退した。
- シチズン
- 日立オートシステムズ
- カルソニック
- サンデン
- セイコーエプソン
- シャープ
- ソニー（Sony Mobileを参照） - nav-u
  - かつてはジョグダイヤル対応機種や、本体・モニター両方が1DINに収まるモデル（NVX-DV733/735/739）を発売するなど、パイオニアとともにカーナビの黎明期を歩み続けたメーカー。ナビ研にも加入していた。しかし2DIN AV一体型搭載機の投入をせず（ただしXYZシリーズなど、AV機能を内蔵した“ポータブルではない”モニタ一体型モデルで、DINサイズ対応アタッチメントは発売していた）、2006年に日本でのカーエレクトロニクス部門から一旦撤退した。2007年3月に簡易型カーナビを販売し再参入したが、2012年7月に生産終了を発表し、同年内にすべての生産を完了した[19]。
- ミラリード
- 三菱電機 - DIATONE SOUND.NAVI
  - 2000年代初頭に新規参入したが、その後のスマートフォンやタブレットのナビゲーションアプリの急激な需要による販売シェア減少などを理由に2023年末までに生産終了、および完全撤退。これと同時にダイヤトーンの商標も1946年の誕生以来、名実共に77年の歴史に幕を下ろすこととなった。

## その他

### 日本での道路交通法
日本では、1999年11月から、道路交通法第百二十条第一項第十一号において、「自動車に持ち込まれた画像表示用装置を手で保持してこれに表示された画像を注視」する行為に罰則が設けられたが、カーナビは手に保持しない物のため、単純な注視は2004年11月以降の法改正後も依然罰則対象にはなっていない。しかしながらも、運転中のわき見による集中力の低下などを抑止するため、パーキングブレーキに取り付けたセンサーや本体の車速センサーと連動させることによって走行中の一部の操作が制限されたり、テレビの映像が表示されなくなる（音声のみとなる）機種が存在する。
ウォール・ストリート・ジャーナルは、日本の企業は世界中でナビシステムを輸出しているが、日本で現在販売されているモデルだけにテレビ視聴用のチューナーが組み込まれていると報じている。

### サイクルナビゲーション

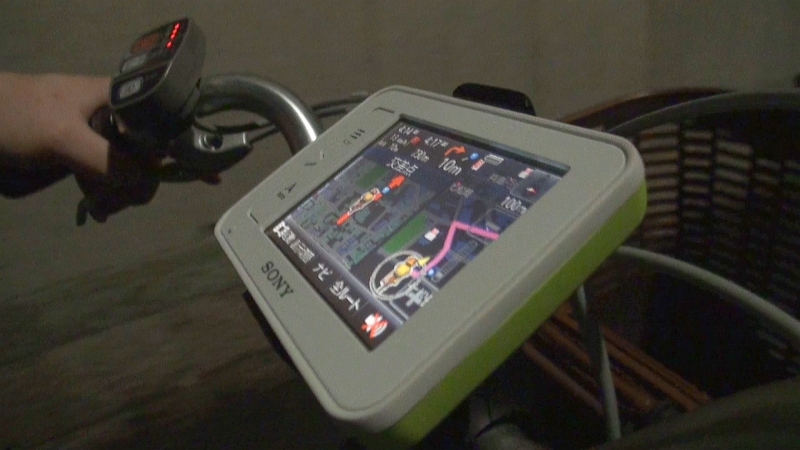
自転車モードを備えたポータブル機

自転車のカーナビゲーションであるサイクルナビゲーションも発売されている。専用の機種や、自動車用のポータブルナビゲーションにサイクリング機能を付加したものもある。専用機種には日本国外メーカーのものが多かったが、2011年にはパイオニアも参入した。

### NHK受信料
2021年現在、民生用のカーナビにはワンセグ／フルセグのチューナーが組み込まれているものが大多数だが、これらの受信機能を有するカーナビ装置についてNHKとの契約の義務があるかどうかについて争いがある。自宅にテレビがなく、カーナビ（ワンセグ受信機能付き）のみを所有する女性が、日本放送協会に対し受信料契約を結ぶ義務がないことの確認を求めた訴訟を起こしたことがあったが、2019年5月15日、東京地方裁判所は、カーナビはテレビ放送を受信するためではなく交通案内のために購入したとする女性側の訴えを退けている。